# 상암산로
상암산로는 서울특별시 마포구 상암동 디지털미디어시티입구 교차로에서 서울특별시 마포구 상암동 SBS 프리즘타워를 잇는 서울특별시의 도로다.

## 주요 경유지
서울특별시
- 마포구 (상암동)

## 노선
| 이름                        | 접속 노선    | 소재지     | 소재지 | 소재지 | 비고 |
| --------------------------- | ------------ | ---------- | ------ | ------ | ---- |
| 디지털미디어시티입구 교차로 | 월드컵로     | 서울특별시 | 마포구 | 상암동 |      |
| 월드컵파크4단지 교차로      | 상암산로 1길 | 서울특별시 | 마포구 | 상암동 |      |
| JTBC                        |              | 서울특별시 | 마포구 | 상암동 |      |
| 중앙일보                    |              | 서울특별시 | 마포구 | 상암동 |      |
| 디지털미디어시티사거리      | 월드컵북로   | 서울특별시 | 마포구 | 상암동 |      |
| CJ ENM                      |              | 서울특별시 | 마포구 | 상암동 |      |
| tvN                         |              | 서울특별시 | 마포구 | 상암동 |      |
| YTN 본사                    |              | 서울특별시 | 마포구 | 상암동 |      |
| SBS 프리즘타워              |              | 서울특별시 | 마포구 | 상암동 |      |
| (이름 없음)                 | 성암로       | 서울특별시 | 마포구 | 상암동 |      |

## 주요 건물 및 시설
- JTBC (서울특별시 마포구 상암산로 38)
- 중앙일보 (서울특별시 마포구 상암산로 48-6)
- CJ ENM 엔터테인먼트 부문 (서울특별시 마포구 상암산로 66)
- tvN (서울특별시 마포구 상암산로 66)
- YTN 본사 (서울특별시 마포구 상암산로 76)
- SBS 프리즘타워 (서울특별시 마포구 상암산로 82)